# Gimnaziul din Bolgrad
Liceul Gheorghi Sava Rakovski din Bolgrad (în bulgară Болградска гимназия „Георги Сава Раковски“, Bolgradska gimnazia „Georgi Sava Rakovski“; în rusă Болградская гимназия имени Г. С. Раковского, Bolgradskaya gimnaziya imeni G. S. Rakovskogo; în ucraineană Болградська гімназія ім. Г.С. Раковського, Bolhrads′ka himnaziya im. H.S. Rakovs′koho) este un gimnaziu (liceu) din Bolgrad (Regiunea Odesa, sud-vestul Ucrainei). Fondat în 1858 la cererea populației bulgarilor basarabeni din Bolgrad, Gimnaziul din Bolgrad este considerat a fi cel mai vechi liceu al mișcării de renaștere națională bulgară.

## Istoric
Războaiele ruso-otomane de la sfârșitul secolului al XVIII-lea și începutul secolului al XIX-lea i-a determinat pe mulți bulgari să părăsească Imperiul Otoman și să se stabilească pe teritoriile din partea de sud a Imperiului Rus și în special în Gubernia Basarabia. Acei bulgari basarabeni, împreună cu coloniștii găgăuzi au fondat 43 sate în Basarabia, precum și orașele Bolgrad și Comrat. În anul 1832, slavistul ucrainean Iuri Venelin (1802-1839) a sugerat ca orașul Bolgrad să devină un centru al culturii și educației bulgare din Imperiul Rus, prin deschiderea unei școli centrale și a unui muzeu național bulgăresc; cu toate acestea, ideea nu a fost pusă în practică în acea vreme.
După Războiul Crimeei (1853–1856), sudul Basarabiei (inclusiv Bolgradul) au fost retrocedate de către ruși Principatului Moldovei (vezi și: Cahul, Bolgrad și Ismail). În 1857, Nicolae Vogoride, un om politic otoman de origine bulgară, a devenit caimacam al Moldovei. În ianuarie 1858, un grup de reprezentanți ai bulgarilor din Moldova au trimis, în numele a 39 de sate și a orașului Bolgrad, o scrisoare în care cereau prințului Vogoride crearea unui gimnaziu pentru membrii minorității. Revoluționarul bulgar Gheorghi Rakovski, patronul modern al școlii, a susținut personal în fața caimacamului deschiderea gimnaziului bulgăresc. La 10 iunie 1858, la Iași, caimacamul a acordat membrilor Comitetului de inițiativă Nikola Parușev și Panaiot Grekov un ofis domnesc prin care aproba înființarea unui gimnaziu, care a primit și o bază economică, și anume dreptul de exploatare a lacurilor dunărene. 
Ofisul domnesc prevedea scopurile pentru care era înființată școala, precum și câteva reguli de bază. Gimnaziul era deschis pentru toți coloniștii, atât timp cât ei erau de religie ortodoxă. Absolvirea Gimnaziului din Bolgrad presupunea un total de șapte ani de educație, dintre care primii trei erau denumiți progimnaziu. Toate subiectele erau predate în bulgară și română. Latina, bulgara, româna și slavona bisericească au fost parte a curiculei.
Gimnaziul a fost deschis oficial la 1 mai 1859. Construcția clădirii școlii a fost finalizată în 1873. Gimnaziul era independent financiar de stat și de biserică, obținându-și veniturile din închirierea dreptului de exploatare a lacurilor dunărene.
Primul director al Gimnaziului din Bolgrad a fost Sava Radulov din Panaghiuriște. Între anii 1858 și 1879, 685 de persoane s-au înscris la gimnaziu și 214 au absolvit; dintre acești 214, 203 erau etnici bulgari. Printre elevii celebri ai gimnaziului sunt de menționat Aleksandar Malinov, Anghel Kancev, Danail Nikolaev, Dimitar Agura, Dimitar Grekov și Aleksandar Teodorov-Balan.
În 1879, după ce sudul Basarabiei a revenit din nou Imperiului Rus și după înființarea Principatului Bulgariei, școala și-a pierdut treptat caracterul său bulgăresc sub administrația rusească, fiind supusă procesului de rusificare. O parte semnificativă dintre elevii săi, totuși, au rămas etnici bulgari, iar limba bulgară, precum și istoria și geografia Bulgariei, au rămas materii predate la gimnaziu pentru o lungă perioadă din existența sa, inclusiv în prezent.
În 2001, a fost semnat un protocol între Bulgaria și Ucraina, prin care limba de predare în liceu a devenit limba bulgară.

## Directorii școlii
- Sava Radulov (15 martie - 20 august 1859)
- Dimitar Mutev (august 1859 - 14 ianuarie 1864)
- Gheorghi Marcovici (30 ianuarie - 2 august 1864)
- Teodosie Ikonomov (12 august - 7 noiembrie 1864)
- Vasili Beron (7 noiembrie 1864 - 16 noiembrie 1867)
- Pavel Teodorovici (1870-1881)

## Absolvenți
Printre absolvenții celebri ai Gimnaziului din Bolgrad sunt de menționat următorii (în ordine alfabetică) : 

### Politicieni și conducători militari
- Dimitar Agura (1843-1911) - istoric bulgar
- Dimitar Grekov (1847-1911) - politician bulgar, ministru în mai multe guverne bulgare
- Anghel Kancev (1850-1872) - revoluționar bulgar
- Ivan Kolev (1861-1917) - general bulgar
- Aleksandar Malinov (1867-1938) - politician bulgar, prim-ministru al Bulgariei
- Danail Nikolaev (1852-1942) - general bulgar
- Olimpi Panov (1852-1887) - celebru ofițer bulgar de artilerie
- Ivan Salabașev (1853-1924) - politician bulgar
- Gheorghi Sgurev (1857-1941) - avocat, ministru al justiției în guvernul lui Konstantin Stoilov
- Porfiri Stamatov (1840-1935) - avocat, ministru al justiției în guvernul condus de generalul rus Cazimir Ernrot (1881)
- Iov Titorov (1854-1924) - politician bulgar, ministru în mai multe guverne, autorul a numeroase cărți și publicații
- Gheorghi Todorov (1858-1934) - general bulgar

### Membri ai Academiei de Științe din Bulgaria
- Aleksandar Teodorov-Balan (1859-1959) - academician, primul rector al Universității din Sofia